# Rodina Wanklových
Tato stránka obsahuje informace o rodině Wanklových, jejímiž členy byla řada členů kulturního a společenského života.
První člen zakladatel české větve rodiny Wanklových byl Damián, který přišel do Prahy z Bavorska. Jeho synovi Jindřichovi se v manželství narodily samé dcery: Karla, Lucie, Madlena a Vlasta. Dále Aurélie a Leopoldina, které zemřely krátce po narození.
Sestry Lucie, Karla, Madlena a Vlasta, ale i jejich matka Eliška podporovaly a šířily ženskou emancipaci. Pracovaly jako národopisné pracovnice a sbíraly výšivky, lidovou  slovesnost, lidové písničky, pověsti atd. Jejich činnost pomáhala rozšiřovat sbírky Moravského zemského muzea v Brně a Národopisného muzea v Praze.

## Rodokmen
Damián Wankel (1769–1835) zemský rada v Praze a Maria Magdalena Schwarz (1787), svatba 19. 11. 1806
1. Barbara Wankel (1814)
2. Wilhelm Wankel (1816–1873)
3. Karolina Wankel (1818)
4. MUDr. Jindřich Wankel (1821–1897) český lékař a archeolog a Eliška Šímová (1832–1903) organizátorka kulturního života v Blansku, dcera správce kuřimského panství, svatba 17. 8. 1851
1. Aurelia Katharina Maria Wankel  (1852–1853)[2]
2. Lucie Bakešová-Wankel (1853–1935) etnografka a sociální pracovnice a František Xaver Bakeš (1833–1917) poslanec moravského zemského sněmu, svatba 17. 8. 1870
  1. Jaroslav Bakeš (1871–1930) český lékař a cestovatel
3. Karla Bufková-Absolonová-Wankel (1855–1941) sběratelka lidové slovesnosti a autorka povídek, 1. manžel Vilibald Absolon (1843–1882) lékař, svatba 4. 11. 1872; 2. manžel Eduard Bufka (1854–1921) úředník, svatba roku 1887
  1. Olga Stránská-Absolonová (1873–1927) propagátorka ženského hnutí, politička, novinářka a František Stránský (1869–1901) sochař
    1. Antonín Stránský (1896–1945) historik umění
    2. Drahomíra Stránská (1899–1964) etnografka a pedagožka

  2. Karel Absolon (1877–1960) český archeolog a Valérie Absolonová-Minkusiewiczová (1895–1988), svatba 22. 5. 1920
    1. Karel Bedřich Absolon (1926–2009) českoamerický lékař a Mary Absolon
      1. Mary Therese Absolon (1955)
      2. Charles Fritz Absolon (1956–1978)
      3. Peter Henry Absolon (1960–2007)
      4. John Absolon a Molly Absolon
      5. Martha Delehanty-Absolon a Kevin Delehanty
        1. Sam Delehanty
        2. Alex Delehanty

  3. Vladimír Jindřich Bufka (1887–1916) český fotograf a Marie Bufková-Bezděková (1888)
4. Vlasta Havelková-Wankel (1857–1939) národopisná pracovnice, podílela se na budování sbírek Národopisného muzea a Jan Havelka (1839–1886) etnograf, spisovatel, svatba 11. 5. 1876
  1. Milada Schusserová-Havelková (1877–1931) malířka – květiny, lovecká zátiší a Josef Schusser  (1864–1941) český malíř
5. Leopoldine Maria Magdalena Wankel (1865–1865)[3]
6. Maria Magdalena Leopoldine Wankel (1865–1922)[3] národopisná pracovnice Moravského zemského muzea